# قائمة نهائيات كأس الخليج العربي
كأس الخليج العربي هي بطولة كرة قدم تقام كل عامين في دول الخليج العربية . أقيمت أول بطولة في عام 1970م في مملكة البحرين بعد الألعاب الأولمبية في المكسيك وقد بدأت البطولة بأربعة فرق ثم تتالت فرق الخليج العربي للانضمام لتصل إلى سبعة فرق، وبعد الحرب الخليجية الثانية تم إستبعاد جمهورية العراق التي عادت إلى البطولة في النسخة السابعة عشرة عام 2004م بعد أن تم ضٌم منتخب الجمهورية اليمنية في الدورة التي قبلها، ليصبح عدد الفرق ثمانية فرق.

## تاريخ البطولة
أول من بدأ بفكرة إنشاء بطولة لدول الخليج العربية كان الأمير خالد الفيصل. وفي عام 1968م، في أثناء قيام الألعاب الأولمبية المكسيكية قام الوفد البحريني بعرض الفكرة على ستانلي روس، رئيس الفيفا في ذلك الوقت . وبعد عودة الوفد البحريني من المكسيك، عقد الإتحاد البحريني لكرة القدم اجتماعاً لدراسة الفكرة في 19 يونيو عام 1969م بالمنامة. أقامت الدورة الأولى في عام 1970م في البحرين بين 27 مارس و3 أبريل ، وشارك فيها أربعة منتخبات هم: دولة الكويت ومملكة البحرين والمملكة العربية السعودية ودولة قطر.
في البطولة التي تلتها عام 1972م دخل منتخب الإمارات البطولة . وفي الدورة الثالثة دخل منتخب سلطنة عُمان ، ثم دخل منتخب العراق البطولة الرابعة ليكتمل عدد المنتخبات الخليجية العربية المشاركة في كأس الخليج العربي . في 1979 فاز منتخب العراق بالبطولة، لينهي الاحتكار الكويتي للبطولة والذي ظل 4 دورات متتالية في 9 سنين منذ بدء البطولة.
انسحب كلاً من المنتخب السعودي والمنتخب العراقي في بطولة 1990 المقامة في الكويت، وسبب انسحاب السعودية فكان لأنهم اعتبروا أن الأحصنة في شعار البطولة تشير إلى حيوانين إستخدمهما الكويتيون في معركة الجهراء في 1919م . أما عن انسحاب العراق فكان في أثناء البطولة، مبررين انسحابهم بالتحكيم المتحيز ضدهم في مباراتهم أمام الإمارات التي تعادلوا فيها.
في بطولة 1992 مُنع منتخب العراق من اللعب في البطولة بسبب الحرب الخليجية الثانية ، وفاز بالبطولة منتخب قطر ليكسر الاحتكار العراقي - الكويتي للبطولة الذي ظل 22 عام .
انضم المنتخب اليمني للبطولة في 2003 بالرغم من أن اليمن ليست مطلة على الخليج العربي . وفي بطولة 2004 عاد منتخب العراق للبطولة، ليصبح عدد المنتخبات المشاركة 8 منتخبات، وجرى تغيير في نظام البطولة حيث صارت البطولة تُلعب بنظام مجموعتين ودور خروج مغلوب .
كان من المفترض إقامة بطولة 2013 في العراق، لكن بسبب الأحداث السياسية فيها، أُقيمت البطولة في البحرين، وقُرر قيام البطولة التي بعدها المفترض إقامتها في البحرين، في العراق عوضاً عن هذه البطولة .

## ملخص النهائيات
| علامة الخنجرية | مباريات حُسِمت بعد الوقت الإضافي  |
| double-dagger  | مباريات حُسِمت بالركلات الترجيحية |

| النسخة | مباراة النهائي           | مباراة النهائي | مباراة النهائي           | مباراة المركز الثالث              | مباراة المركز الثالث              | مباراة المركز الثالث              | مصادر |
| النسخة | البطل                    | النتيجة        | الوصيف                   | الثالث                            | النتيجة                           | الرابع                            | مصادر |
| ------ | ------------------------ | -------------- | ------------------------ | --------------------------------- | --------------------------------- | --------------------------------- | ----- |
| 1970   | الكويت                   | د/ر            | البحرين                  | السعودية                          | د/ر                               | قطر                               |       |
| 1972   | الكويت                   | د/ر            | السعودية                 | الإمارات العربية المتحدة          | د/ر                               | قطر                               |       |
| 1974   | الكويت                   | 4 – 0          | السعودية                 | الإمارات العربية المتحدة          | 1 – 1                             | قطر                               |       |
| 1976   | الكويت                   | 4 – 2          | العراق                   | قطر                               | د/ر                               | البحرين                           |       |
| 1979   | العراق                   | د/ر            | الكويت                   | السعودية                          | د/ر                               | البحرين                           |       |
| 1982   | الكويت                   | د/ر            | البحرين                  | الإمارات العربية المتحدة          | د/ر                               | السعودية                          |       |
| 1984   | العراق                   | 1 – 1          | قطر                      | السعودية                          | د/ر                               | الإمارات العربية المتحدة          |       |
| 1986   | الكويت                   | د/ر            | الإمارات العربية المتحدة | السعودية                          | د/ر                               | قطر                               |       |
| 1988   | العراق                   | د/ر            | الإمارات العربية المتحدة | السعودية                          | د/ر                               | البحرين                           |       |
| 1990   | الكويت                   | د/ر            | قطر                      | البحرين                           | د/ر                               | عمان                              |       |
| 1992   | قطر                      | د/ر            | البحرين                  | السعودية                          | د/ر                               | الإمارات العربية المتحدة          |       |
| 1994   | السعودية                 | د/ر            | الإمارات العربية المتحدة | البحرين                           | د/ر                               | قطر                               |       |
| 1996   | الكويت                   | د/ر            | قطر                      | السعودية                          | د/ر                               | الإمارات العربية المتحدة          |       |
| 1998   | الكويت                   | د/ر            | السعودية                 | الإمارات العربية المتحدة          | د/ر                               | عمان                              |       |
| 2002   | السعودية                 | د/ر            | قطر                      | الكويت                            | د/ر                               | البحرين                           |       |
| 2003   | السعودية                 | د/ر            | البحرين                  | قطر                               | د/ر                               | عمان                              |       |
| 2004   | قطر                      | 1 – 1          | عمان                     | البحرين                           | 3 – 1                             | الكويت                            |       |
| 2007   | الإمارات العربية المتحدة | 1 – 0          | عمان                     | السعودية و البحرين                | السعودية و البحرين                | السعودية و البحرين                |       |
| 2009   | عمان                     | 0 – 0          | السعودية                 | الكويت و قطر                      | الكويت و قطر                      | الكويت و قطر                      |       |
| 2010   | الكويت                   | 1 – 0          | السعودية                 | العراق و الإمارات العربية المتحدة | العراق و الإمارات العربية المتحدة | العراق و الإمارات العربية المتحدة |       |
| 2013   | الإمارات العربية المتحدة | 2 – 1          | العراق                   | الكويت                            | 6 – 1                             | البحرين                           |       |
| 2014   | قطر                      | 2 – 1          | السعودية                 | الإمارات العربية المتحدة          | 1 – 0                             | عمان                              |       |
| 2017   | عمان                     | 0 – 0          | الإمارات العربية المتحدة | العراق و البحرين                  | العراق و البحرين                  | العراق و البحرين                  |       |
| 2019   | البحرين                  | 1 – 0          | السعودية                 | العراق و قطر                      | العراق و قطر                      | العراق و قطر                      |       |
| 2023   | العراق                   | 3 – 2          | عمان                     | البحرين و قطر                     | البحرين و قطر                     | البحرين و قطر                     |       |

1. ↑  فازت الإمارات بركلات الترجيح 3-0
2. ↑  فازت العراق بركلات الترجيح 4-3
3. ↑  فازت قطر بركلات الترجيح 6-5
4. ↑  فازت عمان بركلات الترجيح 6-5
5. ↑  فازت عمان بركلات الترجيح 5-4